# Наноионика
Наноионика (англ. Nanoionics) — раздел нанотехнологии. Предмет наноионики — свойства, явления, эффекты, механизмы процессов и приложения, связанные с быстрым ионным транспортом в твердотельных наносистемах. Термин и концепция наноионики, как новой ветви науки, впервые введены 17 января 1992 года в статье сотрудников Института проблем технологии микроэлектроники и особо чистых материалов РАН (ИПТМ РАН, г. Черноголовка) А. Л. Деспотули и В. И. Николайчика .